# Drypetes bathiei
Drypetes bathiei là một loài thực vật có hoa trong họ Putranjivaceae. Loài này được Capuron & Leandri mô tả khoa học đầu tiên năm 1958.